# Wisław
Wisław – staropolskie imię męskie, złożone ze skróconego członu Wit- („pan, władca”), i -sław („sława”). Mogło ono mieć charakter życzący i oznaczać „tego, który będzie sławnym panem”. Formą pełniejszą tego imienia jest Witosław.
Żeńska forma: Wisława
Wisław imieniny obchodzi 7 czerwca i 15 czerwca.
Znane osoby noszące imię Wisław:
- Wisław z Kościelca – biskup krakowski w latach 1229-1242